# ديانا وينيارد
ديانا وينيارد، صاحبة رتبة الإمبراطورية البريطانية (ولدت في كوكس، 16 يناير 1906 - 13 مايو 1964) كانت ممثلة مسرحية وسينمائية إنجليزية.

## الحياة والوظيفة
بدأت وينيارد، التي ولدت في لويشام بجنوب لندن، حياتها المهنية على المسرح. بعد أدائها في ليفربول ولندن مع شركة ليفربول وشركة هاميلتون دين، غنت في برودواي، وظهرت لأول مرة في راسبوتين والإمبراطورة في عام 1932 وهو فيلم أمريكي صدر عام 1932 عن الإمبراطورية الروسية، حيث ظهرت مع إثيل وجون وليونيل باريمور. وبدأت مسيرتها القصيرة في السينما في هوليوود.
ثم اقترضتها شركة توينتيث سينشوري ستوديوز لنسختها الفخمة من فيلم نويل كوارد المسرحي الموكب (1933). كزوجة وأم نبيلة، كبرت بأمان على خلفية حرب البوير، وغرق تيتانيك، والحرب العالمية الأولى، ووصول عصر الجاز. وبهذا الأداء أصبحت أول ممثلة بريطانية يتم ترشيحها لجائزة الأوسكار لأفضل ممثلة.

### بعد الحرب العالمية الثانية

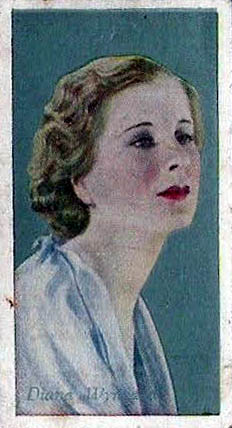

ازدهرت مسيرتها المهنية بعد الحرب، وباعتبارها سيدة شكسبيرية رائدة في ستراتفورد، في ويست إند بلندن وفي جولة في أستراليا، فقد اختارت دور النجوم. بين عامي 1948 و 1952، لعبت دور بورتيا، جيرترود، ليدي ماكبث، ترويض النمرة، ديسديمونا، كاثرين من أراغون، هيرميون في قصة الشتاء، وبياتريس. في هذا الإنتاج، خلفت صديقتها بيغي أشكروفت. تعثرت وينيارد من على المنصة خلال مشهد السير أثناء النوم في ماكبث في عام 1948. سقطت 15 قدمًا، لكنها تمكنت من الاستمرار. خلال الأربعينيات والخمسينيات من القرن الماضي، نجحت أيضًا في أعمال العديد من الكتاب المعاصرين، بما في ذلك الإنتاج البريطاني لكامينو ريال تينيسي ويليامز.